# Île Baccalieu
L’île Baccalieu est une petite île inhabitée à l'extrémité nord de la baie Conception, dans la province de Terre-Neuve-et-Labrador (Canada).
Le nom baccalieu vient du portugais baccalhau (morue) ; les explorateurs portugais sont les premiers à avoir découvert l'île. En 1859, elle était encore appelée Île Bacalhao.
On y a bâti vers 1850, un phare de 115 mètres de haut.

## Géographie

### Localisation
L'île est située à 3 km de la pointe Split, près de la communauté de Bay de Verde à l'extrémité nord de la péninsule de Bay de Verde, une subdivision de la péninsule d'Avalon. Elle est séparée de la péninsule par le passage Baccalieu Tickle.

### Topographie
L'île a une superficie de 5 km2 pour une longueur de 6,3 km sur une largeur de 1 km. 
L'élévation maximale de l'île est de 137 m. Le relief de celle-ci correspond à une succession de vallées et de crêtes avec les points les plus hauts situés aux extrémités nord et sud de l'île. Les falaises entourant l'île ont une hauteur moyenne de 90 m.
Le sous-sol de l'île est composé de roches mafiques du Précambrien. Le tout est recouvert d'un till du Pléistocène.

### Flore
Une forêt d'épinette noire (Picea mariana), d'épinette blanche (Picea glauca) et de sapin baumier (Abies balsamea) couvrent 34 % de l'île. Un autre 38 % est recouvert d'une forêt rabougrie de sapin baumier. Un autre 2 % de l'île est recouvert de bosquets de lédon du Groenland (Rhododendron groenlandicum), de kalmia à feuilles étroites (Kalmia angustifolia), d'airelle (Vaccinium sp.) et de camarine noire (Empetrum nigrum). Le reste (17 %) est recouvert de tourbière et de lichen.

## Protection du territoire
L'île est une importante colonie d'oiseaux ou plus de 3 360 000 couples d'océanite cul-blanc s'y reproduisent chaque année. Il s'agit de la plus importante colonie de cette espèce au monde. La province réserva l'île pour une aire protégée en 1991 et la reconnut comme réserve écologique en 1995. Celle-ci possède comprend l'île en plus des eaux environnantes, pour une superficie totale de 23 km2.